# Новотный, Иржи (футболист)
И́ржи Но́вотный (чеш. Jiří Novotný; род. 7 апреля 1970[…], Прага) — чехословацкий и чешский футболист, защитник. Четырнадцатикратный чемпион страны в составе пражской «Спарты».

## Футбольная карьера
Иржи Новотный — воспитанник пражского футбола, начинал в молодёжной школе «Баника» из Стохова, после чего перешёл в «Спарту». В составе которой становился 14-кратным чемпионом Чехословакии и Чехии. В 2003 году перешёл в стан дебютанта российской Премьер-лиги «Рубина», начал сезон великолепно, уже в первом круге забил 6 мячей, причём 4 из них были забиты головой. В феврале 2005 года перешёл в «Мост». С 2008 года играл за «Дуклу» из Праги.

## Карьера в сборной
С 1991 по 1993 годы играл в сборной Чехословакии, за которую провёл 12 матчей. С 1995 по 2002 годы играл за сборную Чехии, с которой участвовал на ЧЕ-2000, всего провёл 21 игру и забил 2 мяча.

## Статистика выступлений за сборную Чехии
| Матчи Иржи Новотного за сборную Чехии | Матчи Иржи Новотного за сборную Чехии | Матчи Иржи Новотного за сборную Чехии | Матчи Иржи Новотного за сборную Чехии | Матчи Иржи Новотного за сборную Чехии | Матчи Иржи Новотного за сборную Чехии | Матчи Иржи Новотного за сборную Чехии |
| ------------------------------------- | ------------------------------------- | ------------------------------------- | ------------------------------------- | ------------------------------------- | ------------------------------------- | ------------------------------------- |
| №                                     | Дата                                  | Оппонент                              | Счёт                                  | Голы                                  | Соревнование                          |                                       |
| 1                                     | 23 февраля 1994                       | Турция                                | 4 : 1                                 | 1                                     | Товарищеский матч                     |                                       |
| 2                                     | 20 апреля 1994                        | Швейцария                             | 0 : 3                                 | -                                     | Товарищеский матч                     |                                       |
| 3                                     | 25 мая 1994                           | Литва                                 | 5 : 3                                 | -                                     | Товарищеский матч                     |                                       |
| 4                                     | 5 июня 1994                           | Ирландия                              | 3 : 1                                 | -                                     | Товарищеский матч                     |                                       |
| 5                                     | 17 августа 1994                       | Франция                               | 2 : 2                                 | -                                     | Товарищеский матч                     |                                       |
| 6                                     | 6 сентября 1994                       | Мальта                                | 6 : 1                                 | -                                     | Отборочный матч ЧЕ 1996               |                                       |
| 7                                     | 12 октября 1994                       | Мальта                                | 0 : 0                                 | -                                     | Отборочный матч ЧЕ 1996               |                                       |
| 8                                     | 23 сентября 1997                      | Мальта                                | 1 : 0                                 | -                                     | Отборочный матч ЧМ 1998               |                                       |
| 9                                     | 11 октября 1997                       | Словакия                              | 3 : 0                                 | 1                                     | Отборочный матч ЧМ 1998               |                                       |
| 10                                    | 25 марта 1998                         | Ирландия                              | 2 : 1                                 | -                                     | Товарищеский матч                     |                                       |
| 11                                    | 18 ноября 1998                        | Англия                                | 0 : 2                                 | -                                     | Товарищеский матч                     |                                       |
| 12                                    | 26 апреля 2000                        | Израиль                               | 4 : 1                                 | -                                     | Товарищеский матч                     |                                       |
| 13                                    | 25 апреля 2001                        | Бельгия                               | 1 : 1                                 | -                                     | Товарищеский матч                     |                                       |
| 14                                    | 15 августа 2001                       | Республика Корея                      | 5 : 0                                 | -                                     | Товарищеский матч                     |                                       |
| 15                                    | 1 сентября 2001                       | Исландия                              | 1 : 3                                 | -                                     | Отборочный матч ЧМ 2002               |                                       |
| 16                                    | 5 сентября 2001                       | Мальта                                | 3 : 2                                 | -                                     | Отборочный матч ЧМ 2002               |                                       |
| 17                                    | 6 октября 2001                        | Болгария                              | 6 : 0                                 | -                                     | Отборочный матч ЧМ 2002               |                                       |
| 18                                    | 10 ноября 2001                        | Бельгия                               | 0 : 1                                 | -                                     | Отборочный матч ЧМ 2002               |                                       |
| 19                                    | 14 ноября 2001                        | Бельгия                               | 0 : 1                                 | -                                     | Отборочный матч ЧМ 2002               |                                       |
| 20                                    | 12 февраля 2002                       | Венгрия                               | 2 : 0                                 | -                                     | Товарищеский матч                     |                                       |
| 21                                    | 27 марта 2002                         | Уэльс                                 | 0 : 0                                 | -                                     | Товарищеский матч                     |                                       |

## Личная жизнь
Женат, есть ребёнок.

## Достижения
- Обладатель Кубка Интертото: 1989
- Чемпион Чехии: 2001, 2000, 1999, 1998, 1997, 1995, 1994
- Чемпион Чехословакии: 1993, 1991, 1990, 1989, 1988, 1987
- Обладатель Кубка Чехии: 1996
- Обладатель Кубка Чехословакии: 1992, 1989, 1988
- Бронзовый призёр чемпионата России: 2003